# Władysław Nikiciuk
Władysław Nikiciuk (Devyatkovichi, 9 marzo 1940) è un ex giavellottista polacco.

## Palmarès
| Anno | Manifestazione | Sede              | Evento                 | Risultato | Misura  | Note |
| ---- | -------------- | ----------------- | ---------------------- | --------- | ------- | ---- |
| 1962 | Europei        | Belgrado          | Lancio del giavellotto | Bronzo    | 77,66 m |      |
| 1964 | Olimpiadi      | Tokyo             | Lancio del giavellotto | 9º        | 73,11 m |      |
| 1966 | Europei        | Budapest          | Lancio del giavellotto | Argento   | 81,76 m |      |
| 1968 | Olimpiadi      | Città del Messico | Lancio del giavellotto | 4º        | 85,70 m |      |